# Casandria albovariegata
Casandria albovariegata är en fjärilsart som beskrevs av Embrik Strand 1914. Casandria albovariegata ingår i släktet Casandria och familjen nattflyn. Inga underarter finns listade i Catalogue of Life.